# Pasco (Washington)
Pasco é uma cidade localizada no estado norte-americano de Washington, no Condado de Franklin. A cidade foi incorporada em 3 de setembro de 1891.

## Demografia
Segundo o censo norte-americano de 2000, a sua população era de 32.066 habitantes.
Em 2006, foi estimada uma população de 49.927, um aumento de 17861 (55.7%).

## Geografia
De acordo com o United States Census Bureau tem uma área de
78,2 km², dos quais 72,7 km² cobertos por terra e 5,5 km² cobertos por água. Pasco localiza-se a aproximadamente 108 m acima do nível do mar.

## Localidades na vizinhança
O diagrama seguinte representa as localidades num raio de 12 km ao redor de Pasco.